# Týnec u Janovic nad Úhlavou

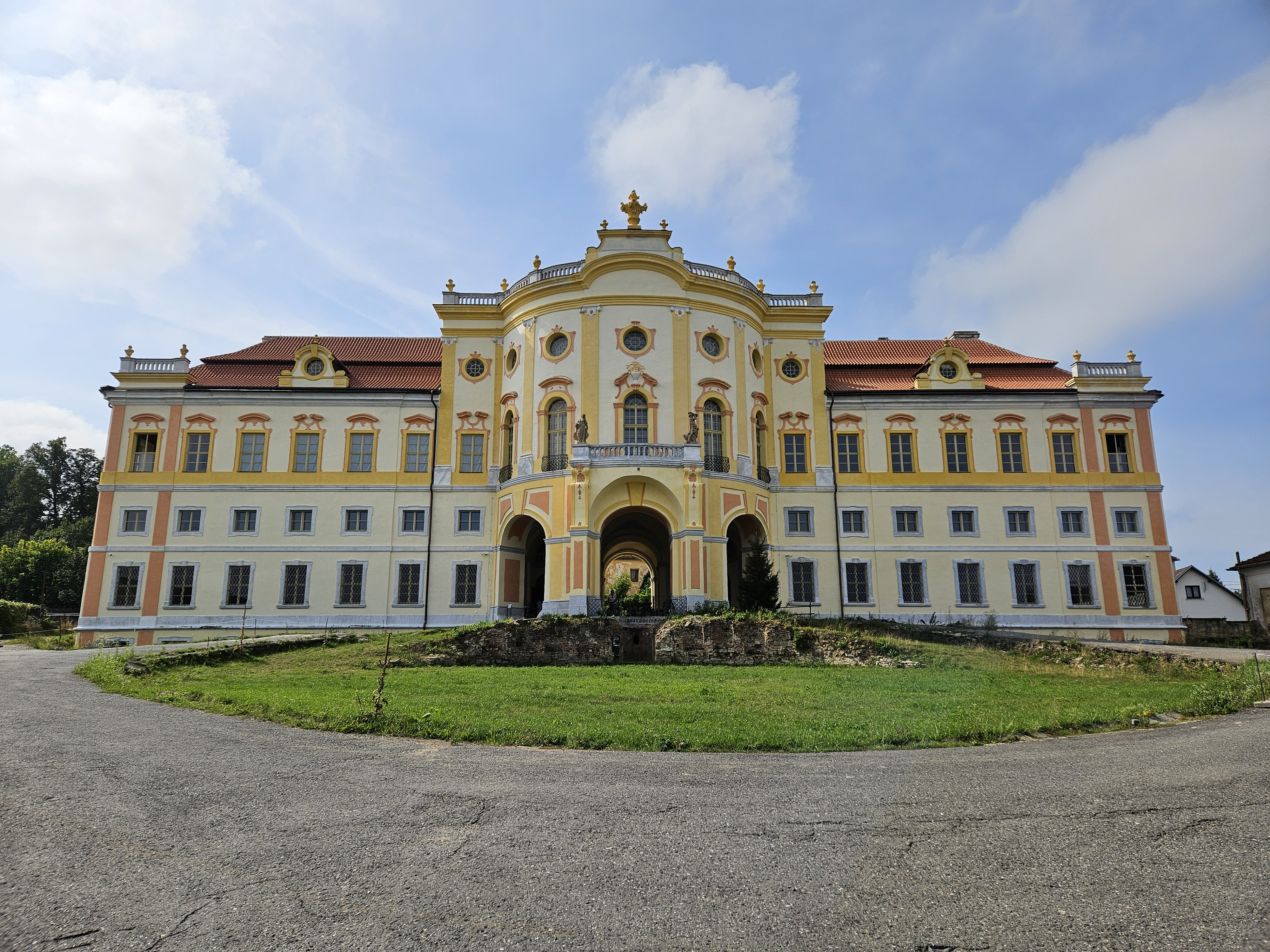
Das Schloss Týnec nach der Restaurierung

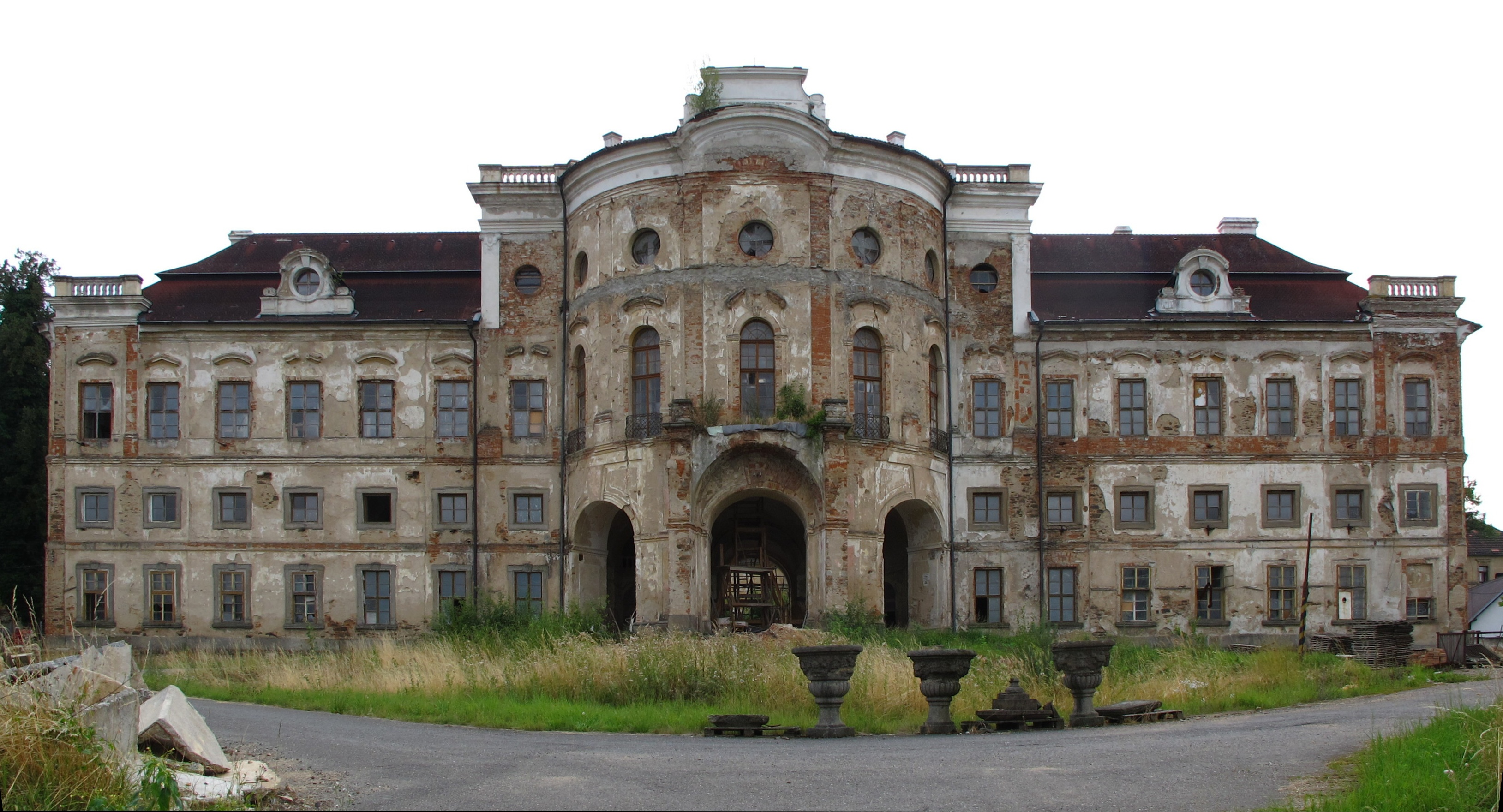
Schloss Týnec vor seiner Renovierung

Týnec (deutsch Teinitzel, früher Teinitzl) ist eine Gemeinde in Tschechien. Sie liegt sechs Kilometer südlich von Klatovy und gehört zum Okres Klatovy.

## Geographie
Týnec befindet sich in der Strážovská vrchovina (Drosauer Bergland) auf einer Anhöhe linksseitig über dem Quellgrund des Baches Vacovský potok, der nördlich des Dorfes in den Teichen Gomora, Mlýnek, Bašta und Vacovský rybník gestaut wird. Gegen Osten liegt das Tal des Drnový potok. Nördlich erheben sich der Čihátko (479 m) und die Loreta (538 m), im Nordosten die Holinka (544 m), südöstlich der Na Běhání (605 m) und die Úliště (690 m) sowie im Südwesten die Klenová (560 m).
Nachbarorte sind Vacovy, Novákovice, Lomec und V Oborách im Norden, Luby und Loreta im Nordosten, Malá Víska und Vrhaveč im Osten, Horní Lhota und Neznašovy im Südosten, Loučany, Pláň, Lukavice, Lehom und Javor im Süden, U Kosnařů, Klenová, Rozpáralka und Kusmoukovský Mlýn im Südwesten, Janovice nad Úhlavou, Veselí und Spůle im Westen sowie Rohozno, Granátka und Vítaná im Nordwesten.

## Geschichte
Erstmals erwähnt wurde Týnec im Jahre 1227 als Besitz des Klosters St. Georg auf der Prager Burg. Nach der Gründung der Königsstadt Klatovy durch Ottokar II. Přemysl im Jahre 1260 verlor das Klostergut Týnec zunehmend seine ursprüngliche Funktion und Bedeutung. Schließlich veräußerten die Benediktinerinnen das Gut zu Beginn des 14. Jahrhunderts. Ab 1305 war das Dorf Sitz der Vladiken von Týnec, die das Gut etwa 120 Jahre hielten. Seit dem 14. Jahrhundert ist in Týnec eine der Jungfrau Maria geweihte Pfarrkirche nachweisbar. Während der Hussitenkriege erwarb zwischen 1420 und 1423 der Hussitenhauptmann Přibík von Klenová das Gut Týnec und schlug es seiner Burgherrschaft Klenová zu. Zu den nachfolgenden Besitzern gehörten ab 1509 Wilhelm Švihovský von Riesenberg, ab 1534 Zdeniek Lev von Rosental, ab 1535 dessen Sohn Adam, ab 1549 Adam von Sternberg und ab 1553 Georg Harant von Polschitz und Weseritz. Letztgenannter trennte das darniederliegende Gut Týnec mit der wüsten Feste Týnec und dem wüsten Dorf Týnec 1554 wieder von der Herrschaft Klenová ab und überließ es seinem Schwager Bořivoj Rochce von Otov. Dieser ließ die Feste und den Hof erneuern und das Dorf wiederbesiedeln. Im Jahre 1584 verkauften Bořivojs Erben das Gut Týnec mit dem Dorf Týnec sowie Anteilen von Horní Lhota und Vacovy an Johann III. Wiedersperger von Wiedersperg auf Muttersdorf. Wiedersperger und seine Frau Alena Bieschin zu Bieschin erweiterten das Gut um die Dörfer Chvalšovice, Předvojovice und Stojanovice, außerdem gründeten sie das Dorf Nevděk. Ihre jüngste Tochter Anna Eva heiratete 1622 Wilhelm Albrecht Kolowrat-Krakowsky, der 1624 Besitzer des Gutes Týnec wurde.
Wilhelm Albrecht Kolowrat erweiterte das Gut Týnec kontinuierlich. Als er 1688 verstarb, hinterließ er seinem jüngsten Sohn Maximilian Norbert eine große Herrschaft mit 35 untertänigen Dörfern und 15 Meierhöfen. Dessen älterer Bruder Johann Franz begründete später den Březnicer Familienzweig der Kolowrat-Krakowsky. Im Jahre 1721 erbte Maximilian Norberts Sohn Johann Joseph die Herrschaft Teinitzl, ihm folgte ab 1766 Emanuel Franz Kolowrat-Krakowsky, ab 1790 Ernst Joseph Kolowrat-Krakowsky und ab 1830 Joseph Ernst Kolowrat-Krakowsky. Bis zur Mitte des 19. Jahrhunderts war Teinitzl das Amtsdorf für die gleichnamige Familienfideikommissherrschaft.
Nach der Aufhebung der Patrimonialherrschaften bildete Týnec/Teinitzl ab 1850 mit den Ortsteilen Horní Lhota, Loreta und Rozpáralka eine Gemeinde im Gerichtsbezirk Klattau. Ab 1868 gehörte das Dorf zum Bezirk Klattau. Im selben Jahre verstarb Karl Ludwig Kolowrat-Krakowsky, der das Gut 1865 geerbt hatte, mit seinem Tode erlosch der Teinitzler Familienzweig. Bis 1887 wurde der Familienfideikommiss Teinitzl durch das Grafenhaus Kolowrat verwaltet und danach das Erbe des Teinitzler Zweiges Leopold Philipp Kolowrat-Krakowsky auf Bieschin zugesprochen. Die vereinigte Gutsherrschaft Teinitzl-Bieschin wurde zu einer der modernsten in Böhmen. Nach der Gründung der Tschechoslowakei wurden im Zuge der Bodenreform zwischen 1920 und 1926 große Teile der Gutsherrschaft Týnec parzelliert. Den verbliebenen Teil, zu dem große Waldgebiete und die Höfe Týnec und Lomec gehörten, bewirtschafteten die „Landwirtschaftlichen Betriebe von Jindřich Kolowrat“ (Zemědelské podniky Týnec Jindřicha Kolowrata). Während der Zeit des Protektorats Böhmen und Mähren war der Gutsbesitz von Jindřich Kolowrat unter deutsche Verwaltung gestellt; nach der Machtübernahme durch die Kommunisten wurde Jindřich Kolowrat 1948 enteignet und seine ehemaligen Ländereien im Jahr darauf den Staatsgütern zugeschlagen.
Im Jahre 1961 wurden Klenová und Javor (mit Loučany) nach Týnec eingemeindet. Zu Beginn des Jahres 1976 kam noch Dolní Lhota (mit Novákovice, Vacovy und Lomec) hinzu. Anfang 1980 verlor Týnec seine Selbständigkeit und wurde nach Janovice nad Úhlavou eingemeindet. Seit dem 24. November 1990 bildet Týnec wieder eine eigene Gemeinde. Jindřich Kolowrat erhielt seine Güter nach Samtenen Revolution rückübertragen und verpachtete sie an das Gut Beňovy.

## Gemeindegliederung
Die Gemeinde Týnec besteht aus den Ortsteilen Horní Lhota (Ober Lhota), Loreta (Loretta), Rozpáralka (Rosparalka) und Týnec (Teinitzel). Grundsiedlungseinheiten sind Horní Lhota und Týnec. Zu Týnec gehört außerdem die Einschicht V Oborách.
Das Gemeindegebiet gliedert sich in die Katastralbezirke Horní Lhota u Klatov und Týnec u Janovic nad Úhlavou.

## Sehenswürdigkeiten

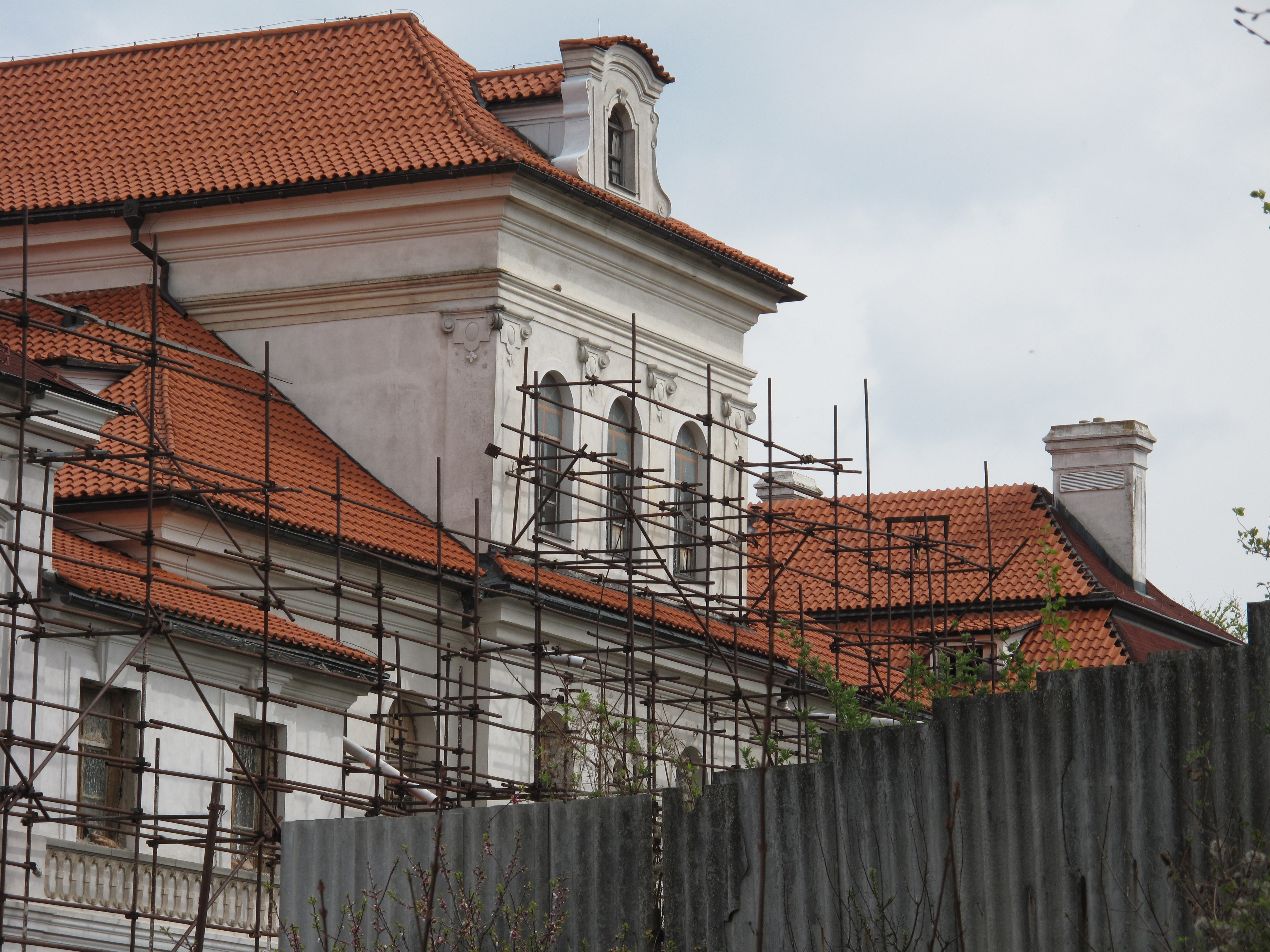
Das Schloss Týnec während der Restaurierung (2017)

- Barockschloss Týnec. Es entstand zwischen 1704 und 1710 nach Plänen von Giovanni Battista Alliprandi für Maximilian Norbert Kolowrat-Krakowský. Dessen Sohn Johann Joseph ließ es 1760 umgestalten. Der das Schloss ursprünglich umgebende Französische Landschaftspark wurde zum Beginn des 19. Jahrhunderts in einen Englischen Garten umgestaltet. 1927 kaufte der Ingenieur Jaroslav Josef Polívka das Schloss von Heinrich (Jindřich) Kolowrat-Krakowský und ließ darin ein Luxushotel einrichten, dass jedoch ein wirtschaftlicher Misserfolg wurde. 1935 erwarb die Stadtsparkasse Velvary das pleitegegangene Schlosshotel auf, zwei Jahre später eröffnete eine Prager Gesellschaft darin ein Waisenhaus. 1951 übernahm die Evangelisch-methodistische Kirche das Objekt und betrieb darin ein Heim für behinderte Kinder. Später wurde das Schloss verstaatlicht und in die Trägerschaft der Armee übertragen. Nach der Samtenen Revolution ging das heruntergewirtschaftete Bauwerk in Restitution an einen Privateigentümer. Seit 2000 gehört das ruinöse Schloss dem Kunstsammler Jan Pelánek, der mit der Sanierung begann. Im Jahre 2014 wurde das Schloss zum Nationalen Kulturdenkmal erklärt. 2017 wurde mit der Komplettrestauration begonnen. Diese wurde 2023 abgeschlossen und mit dem Preis des Gebäude des Jahres des Plzeňský kraj ausgezeichnet[6]
- Amtshaus Týnec, das Alte Schloss
- Kirche Mariä Himmelfahrt in Týnec, sie entstand in der 1. Hälfte des 14. Jahrhunderts, der Anbau des markanten barocken Turmes wurde 1660 vollendet. Danach wurde Týnec durch die Jesuiten zu einem bedeutenden Marienwallfahrtsort etabliert.
- Statue des hl. Johannes von Nepomuk auf dem Dorfplatz von Týnec, geschaffen 1754
- Statue der Immaculata auf dem Dorfplatz von Týnec, geschaffen 1769
- Torso der barocken Kapelle des hl. Johannes von Nepomuk, nördlich des Dorfes im St.-Johann-Wald beim Hegerhaus V Oborách. Die Wallfahrtskapelle wurde 1711 für Maximilian Norbert Kolowrat-Krakowský errichtet. Vor dem Zweiten Weltkrieg wurde der mächtige Torso kurzzeitig als Aussichtsturm genutzt. Er ist heute als Kulturdenkmal geschützt.
- Friedhof mit barockem Tor und Grabkapelle der Grafen Kolowrat-Krakowsky (ehemals St.-Barbara-Kapelle)
- Bildstock in Rozpáralka, geschaffen 1575
- Kapelle auf dem Dorfplatz von Horní Lhota
- Kapelle auf dem Dorfplatz von Loreta
- Naturdenkmal Loreta

## Persönlichkeiten
- Franz Xaver II. Kolowrat-Krakowsky (1803–1873), Adliger, Politiker und Fürstgroßprior des Malteser-Ritterordens
- Josef Hais Týnecký (1885–1964), der Schriftsteller wuchs in Týnec auf

## Fotogalerie

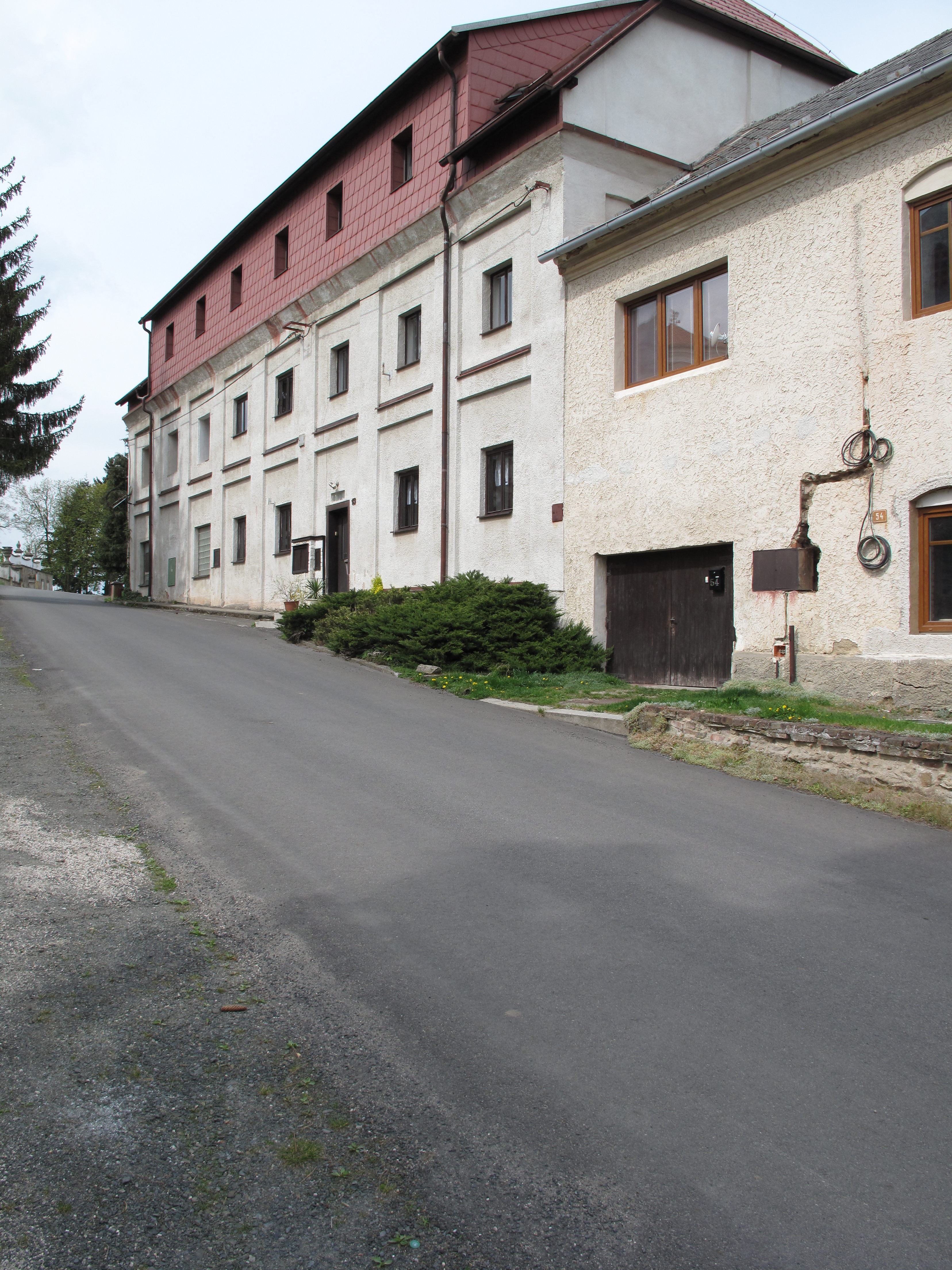
Místní dům
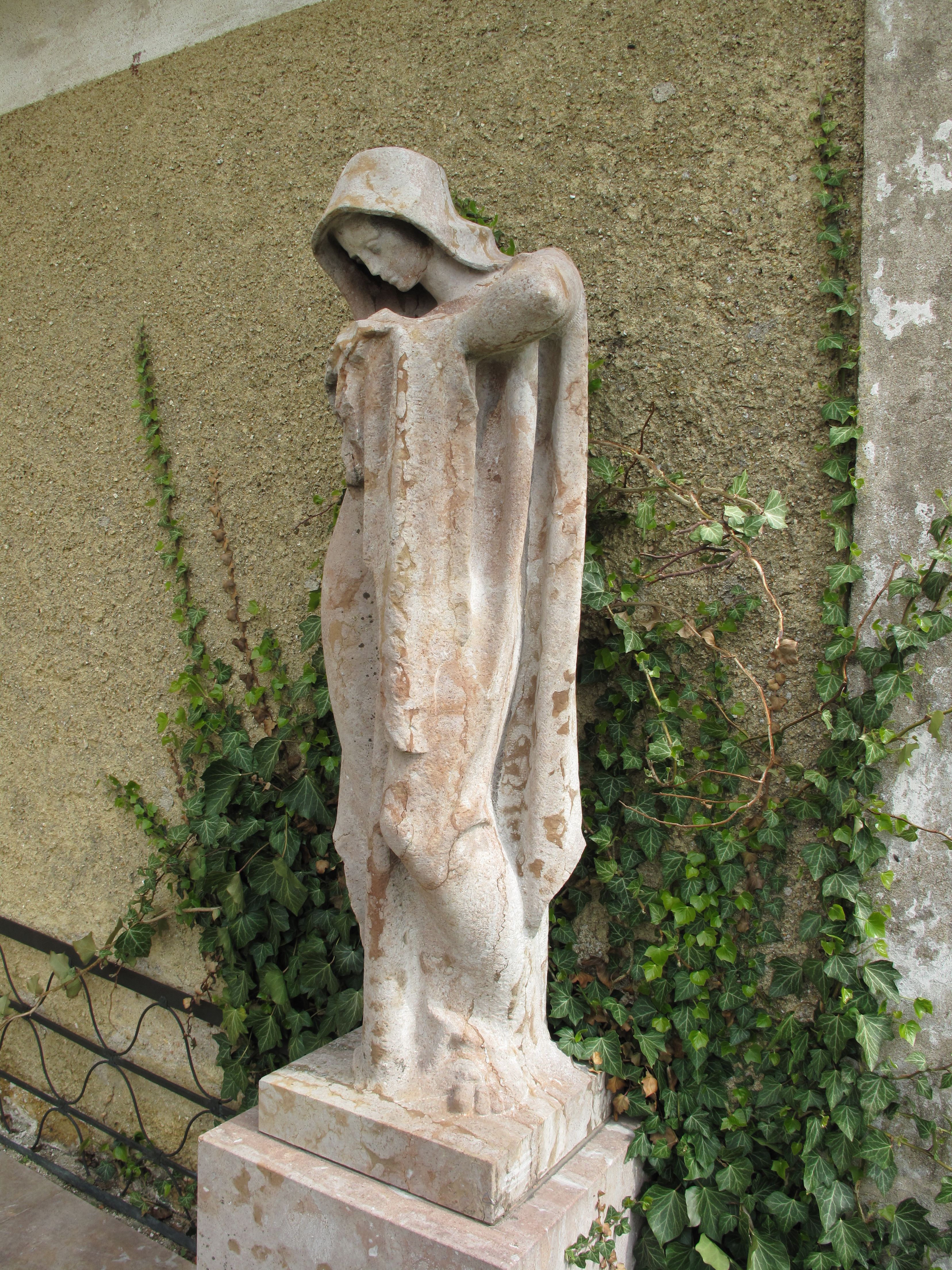
Socha